# Cmentarz wojenny nr 354 – Sienna
Cmentarz wojenny nr 354 – Sienna – cmentarz wojenny z okresu I wojny światowej znajdujący się w miejscowości Sienna, w gminie Gródek nad Dunajcem, w powiecie nowosądeckim w województwie małopolskim. Należy do okręgu X (Limanowa) Oddziału Grobów Wojennych C. i K. Komendantury Wojskowej w Krakowie. Jest jednym z 400 cmentarzy tego oddziału, z tego w okręgu limanowskim jest ich 36. 

## Historia
Pochowano tutaj trzech żołnierzy armii austriackiej, który polegli w listopadzie lub grudniu 1914 r. w czasie I wojny światowej. Dwóch żołnierzy znanych jest z nazwiska. Cmentarz znajdował się w pobliskiej miejscowości Zbyszyce, lecz w 1942 został tutaj przeniesiony w związku z budową zapory wodnej w Rożnowie (znajdował się na terenie, który został później zalany przez wody Jeziora Rożnowskiego.

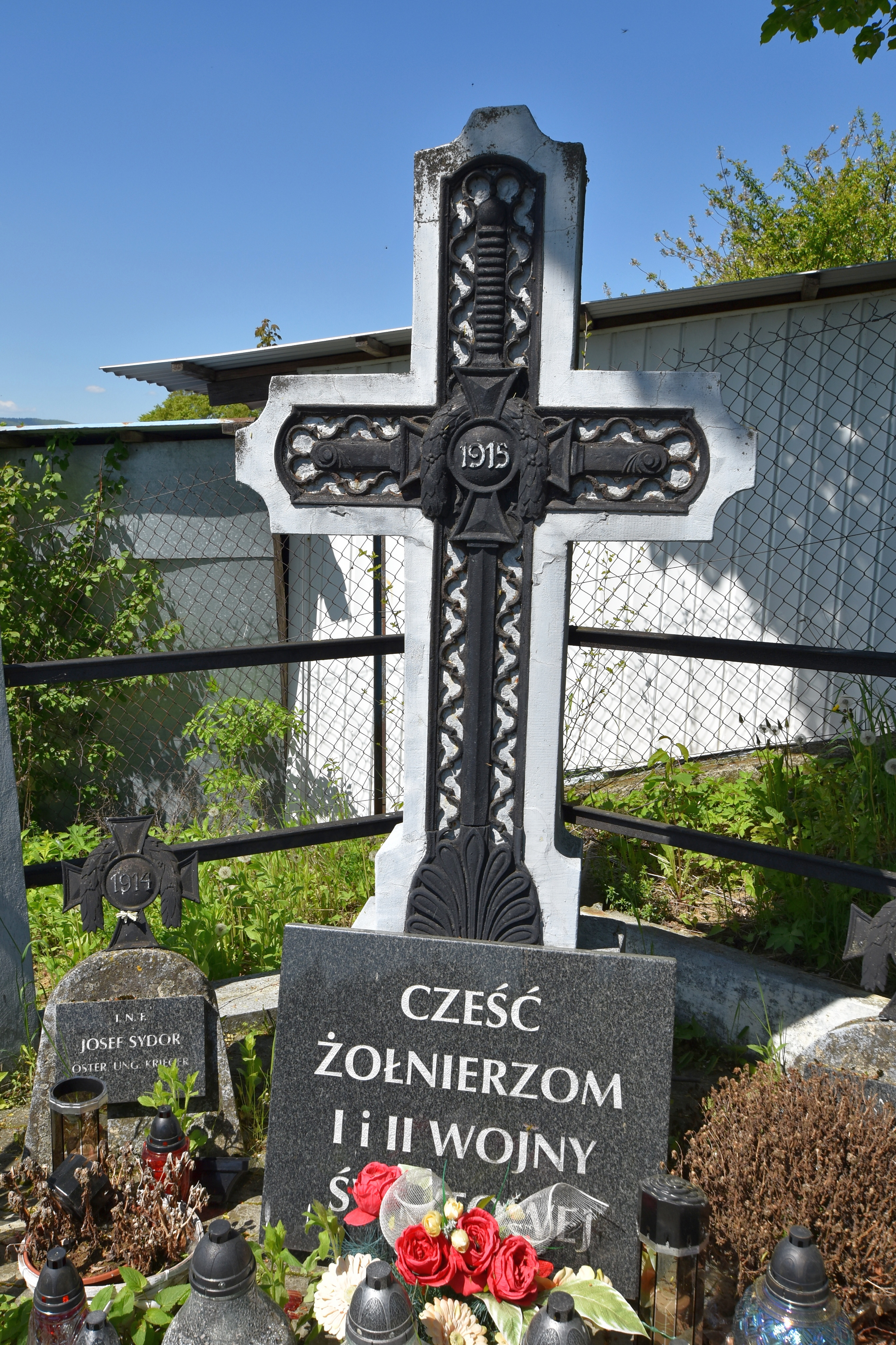
Krzyż na cmentarzu

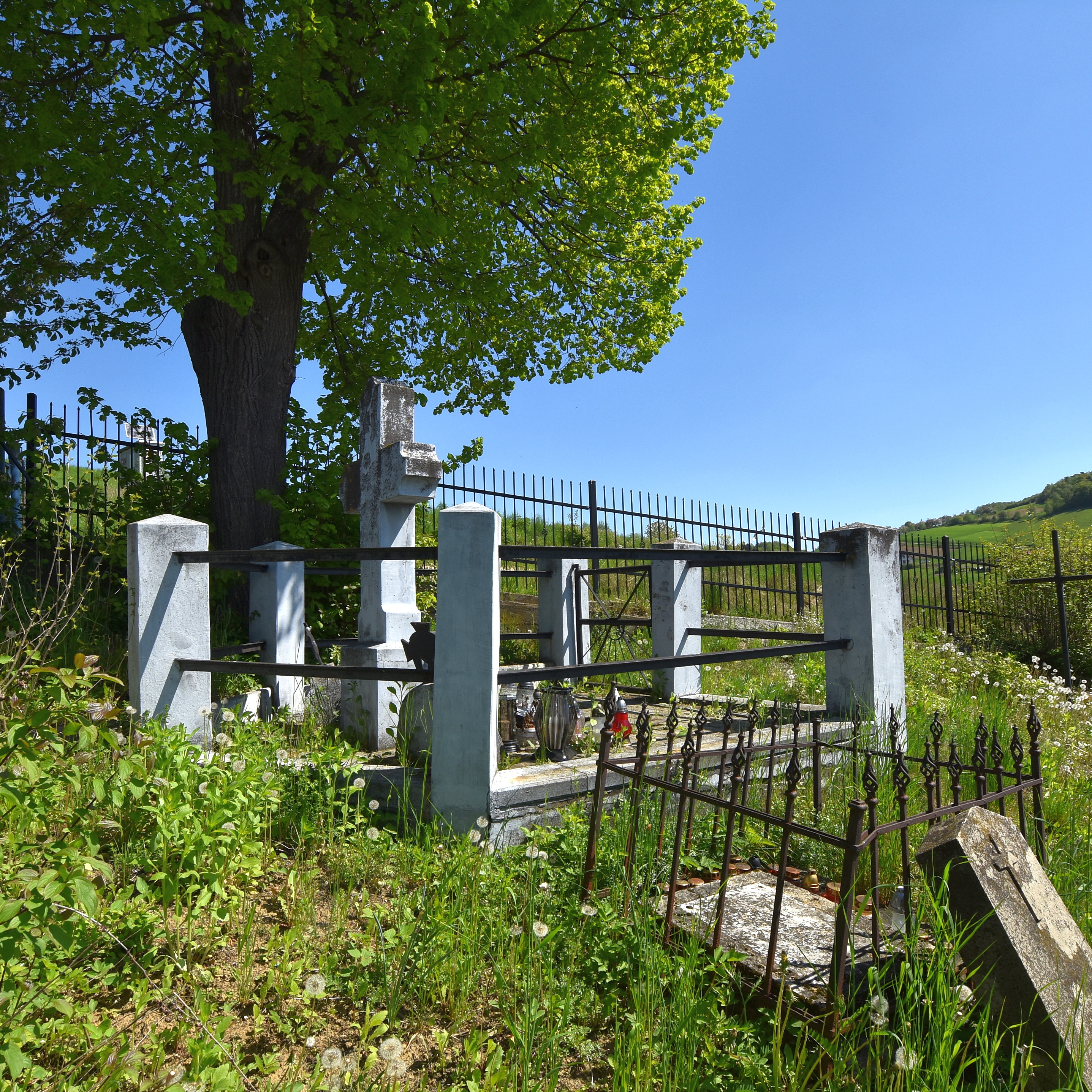

## Opis cmentarza
Cmentarz wojenny w Siennej znajduje się na cmentarzu parafialnym i stanowi odrębną kwaterę w jego górnym, północno-zachodnim rogu. Położony jest na stoku powyżej kościoła parafialnego, na wysokości około 342 m.
Jest to niewielki cmentarz na planie prostokąta, otoczony betonową podmurówką oraz ogrodzeniem wykonanym z prostych betonowych słupków połączonych żelaznymi rurami. Wejście przez niewielką, żelazną furtkę. Wewnątrz ogrodzenia znajduje się duży betonowy krzyż typu austriackiego (jednoramienny), na czołowej stronie którego zamontowano żeliwny, ażurowy krzyż, również typu austriackiego. Na betonowym cokole tego krzyża zamontowano tablicę z napisem: „Cześć żołnierzom I i II wojny światowej". Obok niego 2 niewielkie betonowe stele z zwieńczone mniejszymi, żeliwnymi krzyżami typu austriackiego. Na stelach zamontowano blaszane tabliczki z nazwiskami pochowanych żołnierzy. Cmentarz jest odnowiony i pielęgnowany.